# Сексард
Сексард (на унгарски: Szekszárd) е град в Южна Унгария, административен център на област Толна. С население 32 156 души (по приблизителна оценка за януари 2018 г.), това е най-малкият окръжен град в страната.